# Coulanges-la-Vineuse
Coulanges-la-Vineuse – miejscowość i gmina we Francji, w regionie Burgundia-Franche-Comté, w departamencie Yonne.

## Demografia
Według danych na rok 1990 gminę zamieszkiwało 878 osób, a gęstość zaludnienia wynosiła 83 osoby/km² (wśród 2044 gmin Burgundii Coulanges-la-Vineuse plasuje się na 266. miejscu pod względem liczby ludności, natomiast pod względem powierzchni na miejscu 890.).

## Współpraca
Miejscowość partnerska:
- Jodoigne, Belgia